# Zeals
 (septembre 2023).
Zeals est une paroisse civile et un village du Wiltshire, en Angleterre.